# Vita Tepel
Vita Tepel (* 4. Dezember 1995) ist eine deutsche Schauspielerin aus Köln.

## Leben
Tepel hat am Kölner Kaiserin-Augusta-Gymnasium das Abitur gemacht. 2009 begann sie ihre Ausbildung am Comedia Theater in Köln und setzte sie 2011 am Jugendtheaterensemble „young acting accomplices“, ebenfalls in Köln fort. 2016 war sie eine der Hauptdarstellerinnen beim Grimme-Preisträger Wishlist.

## Engagements
Im Comedia Theater Köln spielte sie 2011 unter der Regie von Maike Zander in dem Stück You May Say I’m a Dreamer. Außerdem arbeitete sie als Synchronsprecherin und drehte einige Musikvideos.

## Filmografie
Kino:
- 2011: Wir sind bereit (Kurzfilm, Regie: Florian Michelsen)
- 2013: Totes Land (Kurzfilm, Regie: Benjamin Pfohl)
- 2015: Frau ohne Liebe (Kurzfilm, Regie: Patrick Suite)
- 2016: I’m Endless Like the Space (Regie: Anne Riitta Ciccone)
- 2016: Verfluchte Liebe (Regie: Dominik Graf und Johannes F. Sievert)

Fernsehen:
- 2013: Danni Lowinski – Dannileaks (Regie: Richard Huber)
- 2014: Brezeln für den Pott (Regie: Matthias Steurer)
- 2016: Der Lehrer (Fernsehserie)
- 2016: Wishlist (Online-Fernsehserie für funk, Regie: Marc Schiesser)[4]
- 2016: Club der roten Bänder: Die Reise (Fernsehserie, Regie: Richard Huber)
- 2017: Ich gehöre ihm (Regie: Thomas Durchschlag)
- 2018: Großstadtrevier: Drah di ned um (Fernsehserie), Das Erste, Regie: Nina Wolfrum
- 2018: Einstein: Optik (Fernsehserie, Regie: Richard Huber)[5]
- 2018: Tanken – mehr als Super (Sitcom)
- 2019: In aller Freundschaft (Fernsehserie, 2 Folgen, Regie: Daniel Drechsel-Grau)
- 2019–2021: Heldt (Fernsehserie)
- 2020: Bettys Diagnose (Fernsehserie, Folge Abschiedsschmerz)
- 2020: Die Chefin (Fernsehserie, Folge Kaltblütig)
- 2021: Mich hat keiner gefragt
- 2021: Breisgau – Bullenstall (Fernsehreihe)
- 2022: Breisgau – Nehmen und Geben (Fernsehreihe)
- 2022: In aller Freundschaft – Die jungen Ärzte (Fernsehserie, Folge Verdachtsmomente)
- 2022: WaPo Bodensee (Fernsehserie, Folge Spiel mit dem Feuer)
- 2022: Billy Kuckuck (Fernsehreihe, Folge Mutterliebe)
- 2022: Inga Lindström (Filmreihe, Folge: Fliehende Pferde in Sörmland)[6]
- 2023: Morden im Norden (Fernsehserie, Folge Unter Strom)
- 2023: SOKO Köln (Fernsehserie, Folge Nur der Moment)
- 2024: Rosamunde Pilcher: Frühstück bei Tessa (Fernsehreihe)
- 2024: Der Staatsanwalt (Fernsehserie, Folge Zu schön, um wahr zu sein)